# Liste des sites Natura 2000 de l'Eure
Cet article recense les sites Natura 2000 de l'Eure, en France.

## Statistiques
L'Eure compte en 2016 18 sites classés Natura 2000.
15 bénéficient d'un classement comme site d'intérêt communautaire (SIC), 2 comme zone de protection spéciale (ZPS) et 1 comme zone spéciale de conservation (ZSC).

## Liste
| Site | Type | Superficie (ha) | Fiche     | Coordonnées                      | Photo |
| --- | ---- | --------------- | --------- | -------------------------------- | ----- |
| Boucles de la Seine amont, d'Amfreville à Gaillon | SIC  | +02 102,        | FR2300126 | 49° 17′ 36″ nord, 1° 16′ 05″ est |       |
| Boucles de la Seine aval Hormis la partie de territoire de la Seine-Maritime, les communes euroises sont : Barneville-sur-Seine, Caumont (Eure), Le Landin, Saint-Ouen-de-Thouberville. | SIC  | +05 493,        | FR2300123 | 49° 25′ 29″ nord, 0° 56′ 27″ est |       |
| Cavités de Beaumont-le-Roger | SIC  | +0 0000,55      | FR2302004 | 49° 04′ 58″ nord, 0° 46′ 34″ est |       |
| Cavités de Tillières-sur-Avre | SIC  | +00016,         | FR2302011 | 48° 45′ 25″ nord, 1° 02′ 53″ est |       |
| Corbie La Chapelle-Bayvel, Fort-Moville, Martainville, Saint-Maclou, Le Torpt, Toutainville, Triqueville, Vannecrocq, Épaignes.                                                         | SIC  | +00029,         | FR2300149 | 49° 19′ 26″ nord, 0° 25′ 07″ est |       |
| Estuaire de la Seine | SIC  | +10 931,        | FR2300121 | 49° 25′ 08″ nord, 0° 08′ 05″ est |       |
| Étangs et mares des forêts de Breteuil et de Conches | SIC  | +00147,         | FR2302012 | 48° 49′ 11″ nord, 0° 49′ 46″ est |       |
| Forêt de Lyons | SIC  | +00789,         | FR2300145 | 49° 23′ 25″ nord, 1° 24′ 19″ est |       |
| Grottes du Mont Roberge | SIC  | +0 0001,        | FR2302008 | 49° 06′ 19″ nord, 1° 29′ 29″ est |       |
| Haut Bassin de la Calonne | SIC  | +00529,         | FR2302009 | 49° 12′ 42″ nord, 0° 24′ 30″ est |       |
| Îles et berges de la Seine dans l'Eure | ZSC  | +00327,         | FR2302007 | 49° 18′ 13″ nord, 1° 15′ 04″ est |       |
| Marais-Vernier Risle maritime | SIC  | +07 662,        | FR2300122 | 49° 25′ 02″ nord, 0° 27′ 20″ est |       |
| Risle, Guiel, Charentonne | SIC  | +04 754,        | FR2300150 | 49° 05′ 07″ nord, 0° 36′ 00″ est |       |
| Vallée de l'Epte | SIC  | +00948,         | FR2300152 | 49° 05′ 12″ nord, 1° 30′ 50″ est |       |
| Vallée de l'Eure | SIC  | +02 701,        | FR2300128 | 49° 10′ 34″ nord, 1° 08′ 49″ est |       |
| Vallée de l'Iton au lieu-dit Le Hom | SIC  | +00031,         | FR2302010 | 49° 07′ 33″ nord, 1° 07′ 01″ est |       |
| Estuaire et marais de la Basse-Seine (dont les marais de Saint-Sulpice) | ZPS  | +18 840,        | FR2310044 | 49° 26′ 12″ nord, 0° 14′ 52″ est |       |
| Terrasses alluviales de la Seine | ZPS  | +03 694,        | FR2312003 | 49° 13′ 51″ nord, 1° 21′ 36″ est |       |